# Juan Jurado
Juan Jurado Bracero (Esparreguera, 28 de maig de 1991) és un compositor i polític català, alcalde d'Esparreguera des de setembre de 2024.
Va estudiar un grau superior en música al Conservatori de Música del Liceu i va complementar els seus estudis de composició a l'Acadèmia Sibelius de Finlàndia. Ha treballat a diversos països europeus i com a professor al Taller de Músics. Com a polític, ha sigut regidor de l'Ajuntament d'Esparreguera des de les eleccions municipals de 2019. Fou reescollit regidor a les eleccions de 2023. El setembre de 2024 va ser investit alcalde del municipi després de la renúncia d'Eduard Rivas, qui va passar a formar part del gabinet del President de la Generalitat, Salvador Illa.